# Aranka Szabó-Bartha
Aranka Szabó po mężu Bartha (ur. 9 października 1926 w Budapeszcie, zm. 9 października 2018 tamże) – węgierska lekkoatletka, sprinterka.
Wystąpiła na igrzyskach olimpijskich w 1952 w Helsinkach, gdzie odpadła w eliminacjach biegu na 100 metrów i sztafety 4 × 100 metrów.
Była mistrzynią Węgier w biegu na 100 metrów w 1953 oraz w sztafecie 4 × 100 metrów w latach 1951–1953.
Trzykrotnie poprawiała rekord Węgier w sztafecie 4 × 100 metrów do wyniku 47,0 s, osiągniętego 3 lipca 1954 w Budapeszcie. Jej rekord życiowy w biegu na 100 metrów wynosił 12,1 s (ustanowiony w 1956).
Jej mąż László Bartha był również sprinterem, olimpijczykiem z 1948.